# Mistrzostwa Polski w Pływaniu na krótkim basenie 2017
Mistrzostwa Polski w Pływaniu na krótkim basenie 2017 (oficjalnie Zimowe Mistrzostwa Polski Seniorów i Młodzieżowców w Pływaniu 2017) – zawody pływackie, które odbywały się w dniach 19–22 grudnia 2017 na 25-metrowej pływalni w Zatoce Sportu w Łodzi.

## Medaliści

### Mężczyźni
| Konkurencja                    | Złoto | Złoto    | Srebro | Srebro        | Brąz | Brąz     |
| Konkurencja                    | Zawodnik | Czas     | Zawodnik | Czas          | Zawodnik | Czas     |
| Styl dowolny                   | |          | |               | |          |
| 50 metrów                      | Paweł Juraszek 9 Dzierżoniów                                                                                          | 21,04    | Konrad Czerniak AZS UMCS Lublin                                                                                            | 21,24         | Paweł Sendyk MKP Szczecin | 21,51    |
| 100 metrów                     | Kacper Majchrzak Warta Poznań                                                                                         | 46,62    | Paweł Juraszek 9 Dzierżoniów                                                                                               | 47,87         | Jakub Kraska KU AZS PŁ | 47,92    |
| 200 metrów                     | Kacper Majchrzak Warta Poznań                                                                                         | 1:42,23  | Jan Świtkowski AZS UMCS Lublin                                                                                             | 1:43,29       | Filip Zaborowski MKP Szczecin                                                                                                 | 1:44,01  |
| 400 metrów                     | Filip Zaborowski MKP Szczecin                                                                                         | 3:39,89  | Mateusz Wysoczyński AZS AGH Kraków                                                                                         | 3:44,34       | Jakub Kraska KU AZS PŁ | 3:45,79  |
| 800 metrów                     | Filip Zaborowski MKP Szczecin                                                                                         | 7:41,80  | Bartłomiej Kubkowski AZS UWM Olsztyn                                                                                       | 7:49,52       | Bartłomiej Koziejko Kormoran Olsztyn                                                                                          | 7:52,50  |
| 1500 metrów                    | Bartłomiej Koziejko Kormoran Olsztyn                                                                                  | 14:56,46 | Paweł Krawczyk Buks Warszawa                                                                                               | 15:01,27      | Mateusz Arndt Delfin Gdynia                                                                                                   | 15:07,66 |
| Styl grzbietowy                | |          | |               | |          |
| 50 metrów                      | Tomasz Polewka AZS AWF Katowice                                                                                       | 23,24    | Kacper Stokowski G-8 Bielany Warszawa                                                                                      | 23,35         | Kamil Kaźmierczak Olimpijczyk Aleksandrów Łódzki                                                                              | 23,44    |
| 100 metrów                     | Radosław Kawęcki AZS AWF Warszawa                                                                                     | 50,21    | Tomasz Polewka AZS AWF Katowice                                                                                            | 51,18         | Kacper Stokowski G-8 Bielany Warszawa                                                                                         | 51,32    |
| 200 metrów                     | Radosław Kawęcki AZS AWF Warszawa                                                                                     | 1:50,73  | Jakub Skierka AZS AWF Warszawa                                                                                             | 1:52,36       | Michał Miciul TP Zielona Góra                                                                                                 | 1:53,83  |
| Styl klasyczny                 | |          | |               | |          |
| 50 metrów                      | Krzysztof Tokarski AZS AWF Katowice                                                                                   | 26,65    | Maciej Hołub AZS AWF Katowice                                                                                              | 26,87         | Mikołaj Machnik AZS AWF Katowice                                                                                              | 27,13    |
| 100 metrów                     | Marcin Stolarski Warta Poznań                                                                                         | 58,48    | Bartłomiej Roguski AZS AWF Warszawa                                                                                        | 58,56         | Krzysztof Tokarski AZS AWF Katowice                                                                                           | 58,84    |
| 200 metrów                     | Bartłomiej Roguski AZS AWF Warszawa                                                                                   | 2:06,25  | Mikołaj Machnik AZS AWF Katowice                                                                                           | 2:07,03       | Jacek Arentewicz UKS Shark Rudna                                                                                              | 2:07,73  |
| Styl motylkowy                 | |          | |               | |          |
| 50 metrów                      | Konrad Czerniak AZS UMCS Lublin                                                                                       | 22,92    | Jan Świtkowski AZS UMCS Lublin                                                                                             | 22,93         | Paweł Korzeniowski Legia Warszawa                                                                                             | 23,18    |
| 100 metrów                     | Michał Poprawa AZS AWF Katowice                                                                                       | 50,49    | Michał Chudy Warta Poznań                                                                                                  | 50,87         | Mateusz Wysoczyński AZS AGH Kraków                                                                                            | 51,95    |
| 200 metrów                     | Jan Świtkowski AZS UMCS Lublin                                                                                        | 1:53,64  | Michał Poprawa AZS AWF Katowice                                                                                            | 1:54,21       | Damian Chrzanowski WKS Śląsk Wrocław                                                                                          | 1:54,58  |
| Styl zmienny                   | |          | |               | |          |
| 100 metrów                     | Jan Świtkowski AZS UMCS Lublin                                                                                        | 52,21    | Michał Poprawa AZS AWF Katowice                                                                                            | 53,14         | Paweł Korzeniowski Legia Warszawa                                                                                             | 53,18    |
| 200 metrów                     | Michał Poprawa AZS AWF Katowice                                                                                       | 1:55,20  | Karol Zbutowicz Legia Warszawa                                                                                             | 1:57,94       | Krystian Bałabuch AZS AGH Kraków                                                                                              | 1:58,16  |
| 400 metrów                     | Dawid Szwedzki WKS Śląsk Wrocław                                                                                      | 4:09,48  | Dominik Bujak SALOS Kielce                                                                                                 | 4:10,76       | Jakub Chmielewski WKS Śląsk Wrocław                                                                                           | 4:14,71  |
| Sztafety                       | |          | |               | |          |
| 4 × 100 metrów stylem dowolnym | AZS-AWF Katowice Tomasz Polewka (48,83) Michał Poprawa (47,96) Dariusz Puk (48,30) Rafał Bugdol (47,53)               | 3:12,62  | G-8 Bielany Warszawa Rafał Słowik (49,43) Kacper Piotrowski (48,87) Bartosz Piszczorowicz (47,14) Kacper Stokowski (47,53) | 3:12,97 NR-18 | Legia Warszawa Antoni Kałużyński (49,50) Karol Zbutowicz (49,98) Stanisław Kolczyński (48,23) Paweł Korzeniowski (47,09)      | 3:14,80  |
| 4 × 200 metrów stylem dowolnym | WKS Śląsk Wrocław Jakub Kiszczak (1:50,01) Wojciech Dutkowiak (1:50,34) Szymon Jaworski (1:49,37) Jan Hołub (1:44,62) | 7:14,34  | AZS-AWF Katowice Karol Zaczyński (1:48,71) Wojciech Głyk (1:49,49) Michał Galon (1:49,80) Michał Poprawa (1:46,81)         | 7:14,81       | AZS-AWF Warszawa Marcin Kaczmarski (1:50,56) Adam Dubiel (1:49,49) Bartłomiej Roguski (1:51,80) Radosław Kawęcki (1:43,98)    | 7:15,83  |
| 4 × 50 metrów stylem zmiennym  | AZS-AWF Katowice Tomasz Polewka (23,90) Krzysztof Tokarski (25,94) Michał Poprawa (22,97) Rafał Bugdol (21,93)        | 1:34,74  | Legia Warszawa Karol Zbutowicz (24,58) Michał Szer (27,48) Paweł Korzeniowski (22,80) Stanisław Kolczyński (21,41)         | 1:36,27       | G-8 Bielany Warszawa Kacper Stokowski (23,31) Jakub Kaminiarz (27,65) Bartosz Piszczorowicz (23,66) Kacper Piotrowski (22,16) | 1:36,78  |
| 4 × 100 metrów stylem zmiennym | AZS-AWF Katowice Tomasz Polewka (51,30) Krzysztof Tokarski (57,95) Michał Poprawa (49,95) Rafał Bugdol (47,30)        | 3:26,50  | Legia Warszawa Stanisław Kolczyński (53,15) Karol Zbutowicz (1:00,26) Paweł Korzeniowski (50,54) Antoni Kałużyński (48,68) | 3:32,63       | AZS-AWF Warszawa Radosław Kawęcki (50,36) Bartłomiej Roguski (58,70) Dominik Ciężkowski (53,89) Adam Dubiel (49,80)           | 3:32,75  |

### Kobiety
| Konkurencja                    | Złoto | Złoto         | Srebro | Srebro               | Brąz | Brąz                 |
| Konkurencja                    | Zawodniczka | Czas          | Zawodniczka | Czas                 | Zawodniczka | Czas                 |
| Styl dowolny                   | |               | |                      | |                      |
| 50 metrów                      | Aleksandra Urbańczyk-Olejarczyk AZS UŁ PŁ                                                                                | 24,46         | Anna Kawecka AZS AGH Kraków                                                                                                 | 24,96                | Anna Dowgiert Warta Poznań                                                                                                  | 25,05                |
| 100 metrów                     | Anna Kawecka AZS AGH Kraków                                                                                              | 55,08         | Joanna Cieślak Warta Poznań                                                                                                 | 55,23                | Kornelia Fiedkiewicz Juvenia Wrocław                                                                                        | 55,41                |
| 200 metrów                     | Joanna Cieślak Warta Poznań                                                                                              | 1:58,59       | Milena Karpisz KU AZS PŁ | 1:58,63              | Dominika Kossakowska WKS Śląsk Wrocław                                                                                      | 1:59,89              |
| 400 metrów                     | Paulina Piechota UKS 190 Łódź                                                                                            | 4:07,14 NR-18 | Paula Żukowska AZS AWF Katowice                                                                                             | 4:07,67              | Milena Karpisz KU AZS PŁ | 4:07,81              |
| 800 metrów                     | Paulina Piechota UKS 190 Łódź                                                                                            | 8:26,14       | Aleksandra Knop UKS 190 Łódź                                                                                                | 8:39,63 NR-14        | Weronika Margula MKP Szczecin                                                                                               | 8:43,30              |
| 1500 metrów                    | Paulina Piechota UKS 190 Łódź                                                                                            | 16:08,78      | Aleksandra Knop UKS 190 Łódź                                                                                                | 16:23,78 NR-14       | Karolina Piechota UKS 190 Łódź                                                                                              | 16:40,02             |
| Styl grzbietowy                | |               | |                      | |                      |
| 50 metrów                      | Alicja Tchórz Juvenia Wrocław                                                                                            | 26,63         | Klaudia Naziębło Juvenia Wrocław                                                                                            | 27,14                | Agata Naskręt Astoria Bydgoszcz                                                                                             | 27,79                |
| 100 metrów                     | Alicja Tchórz Juvenia Wrocław                                                                                            | 57,93         | Agata Naskręt Astoria Bydgoszcz                                                                                             | 59,28                | Gabriela Wójtowicz AZS UWM Olsztyn                                                                                          | 59,96                |
| 200 metrów                     | Klaudia Naziębło Juvenia Wrocław                                                                                         | 2:06,82       | Gabriela Wójtowicz AZS UWM Olsztyn                                                                                          | 2:07,90              | Agata Naskręt Astoria Bydgoszcz                                                                                             | 2:09,66              |
| Styl klasyczny                 | |               | |                      | |                      |
| 50 metrów                      | Weronika Hallmann AZS AWF Warszawa                                                                                       | 30,33 NR-17   | Dominika Sztandera Juvenia Wrocław                                                                                          | 30,41                | Paulina Uryga AZS AGH Kraków                                                                                                | 31,82                |
| 100 metrów                     | Dominika Sztandera Juvenia Wrocław                                                                                       | 1:05,12       | Weronika Hallmann AZS AWF Warszawa                                                                                          | 1:07,29              | Weronika Żmuda AZS UMCS Lublin                                                                                              | 1:08,56              |
| 200 metrów                     | Dominika Sztandera Juvenia Wrocław                                                                                       | 2:24,92       | Weronika Hallmann AZS AWF Warszawa                                                                                          | 2:26,26              | Lidia Halicka WKS Śląsk Wrocław                                                                                             | 2:26,34              |
| Styl motylkowy                 | |               | |                      | |                      |
| 50 metrów                      | Aleksandra Urbańczyk-Olejarczyk AZS UŁ PŁ                                                                                | 25,62         | Anna Dowgiert Warta Poznań                                                                                                  | 25,66                | Kornelia Fiedkiewicz Juvenia Wrocław                                                                                        | 26,57                |
| 100 metrów                     | Anna Dowgiert Warta Poznań                                                                                               | 58,08         | Paulina Nogaj Wodnik Radom                                                                                                  | 58,33                | Paulina Peda AZS AWF Katowice                                                                                               | 1:00,29              |
| 200 metrów                     | Klaudia Naziębło Juvenia Wrocław                                                                                         | 2:07,25       | Zuzanna Trambowicz MKS SP 63 Bydgoszcz                                                                                      | 2:14,20              | Paulina Nogaj Wodnik Radom                                                                                                  | 2:14,51              |
| Styl zmienny                   | |               | |                      | |                      |
| 100 metrów                     | Alicja Tchórz Juvenia Wrocław                                                                                            | 1:00,35       | Zuzanna Dzwonnik AZS UŁ PŁ                                                                                                  | 1:01,72              | Aleksandra Knop UKS 190 Łódź                                                                                                | 1:02,72              |
| 200 metrów                     | Alicja Tchórz Juvenia Wrocław                                                                                            | 2:10,58       | Paulina Nogaj Wodnik Radom                                                                                                  | 2:13,12              | Aleksandra Knop UKS 190 Łódź                                                                                                | 2:13,18 NR-14, NR-15 |
| 400 metrów                     | Paula Żukowska AZS AWF Katowice                                                                                          | 4:36,11       | Aleksandra Knop UKS 190 Łódź                                                                                                | 4:43,77 NR-14, NR-15 | Kinga Paradowska MUKS Piętnastka Bydgoszcz                                                                                  | 4:45,88              |
| Sztafety                       | |               | |                      | |                      |
| 4 × 100 metrów stylem dowolnym | Juvenia Wrocław Dominika Sztandera (56,08) Kornelia Fiedkiewicz (55,70) Klaudia Naziębło (55,12) Alicja Tchórz (54,62)   | 3:41,52       | AZS-AWF Katowice Julia Jagoda (57,04) Paula Żukowska (56,37) Natalia Pawlaczek (57,20) Paulina Peda (55,75)                 | 3:46,36              | AZS AGH Kraków Anna Kozłowska (56,67) Paulina Uryga (58,50) Luigia Sirignano (56,37) Anna Kawecka (54,91)                   | 3:46,45              |
| 4 × 200 metrów stylem dowolnym | Juvenia Wrocław Klaudia Naziębło (2:00,39) Olga Szczotka (2:06,39) Dominika Sztandera (2:02,99) Alicja Tchórz (1:59,42)  | 8:09,19       | AZS UMCS Lublin Zuzanna Rabiniak (2:05,19) Wiktoria Samuła (2:03,76) Kamila Andrzejewska (2:01,21) Julia Adamczyk (2:02,37) | 8:12,53              | UKS 190 Łódź Aleksandra Knop (1:59,70) NR-14 Olivia Rajca (2:08,21) Karolina Piechota (2:06,28) Paulina Piechota (2:01,79)  | 8:15,98              |
| 4 × 50 metrów stylem zmiennym  | Juvenia Wrocław Alicja Tchórz (26,79) Dominika Sztandera (30,04) Klaudia Naziębło (26,68) Kornelia Fiedkiewicz (24,61)   | 1:48,12       | AZS AGH Kraków Anna Kozłowska (28,95) Paulina Uryga (31,17) Luigia Sirignano (28,02) Anna Kawecka (24,90)                   | 1:53,04              | AZS-AWF Katowice Paulina Peda (28,58) Marlena Dudek (31,93) Julia Jagoda (26,86) Amelia Pisarczyk (26,01)                   | 1:53,38              |
| 4 × 100 metrów stylem zmiennym | Juvenia Wrocław Alicja Tchórz (58,65) Dominika Sztandera (1:05,87) Klaudia Naziębło (59,18) Kornelia Fiedkiewicz (55,01) | 3:58,71       | AZS UMCS Lublin Julia Adamczyk (1:03,04) Wiktoria Samuła (1:08,10) Wiktoria Czarnecka (1:01,19) Zuzanna Rabiniak (56,21)    | 4:08,54              | AZS-AWF Warszawa Weronika Górecka (1:01,37) Weronika Hallmann (1:07,13) Agata Kowalska (1:01,21) Martyna Wardzińska (59,33) |                      |

### Sztafety mieszane
| Konkurencja                   | Złoto | Złoto   | Srebro | Srebro  | Brąz | Brąz    |
| Konkurencja                   | Zawodnik / Zawodniczka | Czas    | Zawodnik / Zawodniczka                                                                                         | Czas    | Zawodnik / Zawodniczka                                                                                        | Czas    |
| 4 × 50 metrów stylem dowolnym | AZS UŁ PŁ Bartłomiej Lassek (22,01) Filip Wypych (20,89) Zuzanna Dzwonnik (25,68) Aleksandra Urbańczyk-Olejarczyk (23,94) | 1:32,52 | Warta Poznań Michał Chudy (22,22) Kacper Majchrzak (21,48) Anna Dowgiert (24,11) Joanna Cieślak (25,78)        | 1:33,59 | Juvenia Wrocław Adrian Kłusek (23,22) Paweł Werner (22,25) Alicja Tchórz (24,35) Kornelia Fiedkiewicz (24,87) | 1:34,69 |
| 4 × 50 metrów stylem zmiennym | AZS-AWF Katowice Tomasz Polewka (23,77) Krzysztof Tokarski (26,16) Paulina Peda (27,33) Julia Jagoda (25,19)              | 1:42,45 | Juvenia Wrocław Alicja Tchórz (26,71) Dominika Sztandera (29,53) Paweł Werner (24,17) Bartosz Makowski (22,10) | 1:42,51 | Warta Poznań Michał Chudy (24,61) Marcin Stolarski (27,06) Anna Dowgiert (25,19) Joanna Cieślak (25,74)       | 1:42,60 |